# Henbury Meteorite Conservation Park
Henbury Meteorite Conservation Park är en park i Australien. Den ligger i territoriet Northern Territory, omkring 1 400 kilometer söder om territoriets huvudstad Darwin. Henbury Meteorite Conservation Park ligger 459 meter över havet.
Trakten runt Henbury Meteorite Conservation Park är nära nog obefolkad, med mindre än två invånare per kvadratkilometer.. Det finns inga samhällen i närheten.
Omgivningarna runt Henbury Meteorite Conservation Park är i huvudsak ett öppet busklandskap. Genomsnittlig årsnederbörd är 239 millimeter. Den regnigaste månaden är februari, med i genomsnitt 54 mm nederbörd, och den torraste är augusti, med 1 mm nederbörd.